# Красночабанська сільська рада
Красночаба́нська сільська рада (рос. Красночабанский сельский совет) — сільське поселення у складі Домбаровського району Оренбурзької області Росії.
Адміністративний центр — селище Красночабанський.

## Населення
Населення — 722 особи (2019; 915 в 2010, 1384 у 2002).

## Склад
До складу сільської ради входять:
| Населений пункт          | Населення, осіб (2002) | Населення, осіб (2010) |
| ------------------------ | ---------------------- | ---------------------- |
| Аккудук, селище          | 186                    | 59                     |
| Кінжебулак, село         | 118                    | 49                     |
| Красночабанський, селище | 797                    | 604                    |
| Тюльпанний, селище       | 283                    | 203                    |